# 100-man no Inochi no Ue ni Ore wa Tatte Iru
100-man no Inochi no Ue ni Ore wa Tatte Iru (100万の命の上に俺は立っている?) o en español Estoy parado sobre un millón de vidas es un manga escrito por Naoki Yamakawa e ilustrado por Akinari Nao. Ha sido serializado en la revista mensual Bessatsu Shōnen Magazine de Kōdansha desde junio de 2016 y recopilado en veintiuno volúmenes tankōbon. Una adaptación a serie de anime producida por Maho Film se estrenó en octubre de 2020. Una segunda temporada también se estrenó en julio de 2021.

## Sinopsis
El estudiante de noveno grado, Yusuke Yotsuya, es un chico práctico, sin amigos y no es miembro de ningún club. Pero un día, él y dos compañeras de clase son transportados a otro mundo en el que deberán trabajar juntos para sobrevivir. Yotsuya es un “lobo solitario” y siempre ha vivido su vida satisfaciéndose a sí mismo, ¿pero cómo funcionará eso ahora que es un héroe?

## Personajes
Yūsuke Yotsuya (四谷友助 Yotsuya Yūsuke?)
 Seiyū: Yūto Uemura, Víctor Ruiz (español latino)
Es un joven de unos 15 años de edad, que cursa su último año de escuela media al comienzo de la serie. Se caracteriza por ser poco sociable en su escuela, teniendo problemas al no poder decidir qué hará en el futuro. Es convocado al "Juego" por primera vez para la tercera misión, donde coincide con Iu y Kosue, las cuales ya se encontraban inmersas en el juego y que le explican las reglas básicas del mismo, como la recompensa por cada misión cumplida. Suele ser un gag común que cuando sube de hasta el nivel 10 en una ocupación nueva, le asignan según la ruleta otra ocupación extraña, ya que comienza como granjero y en el transcurso de la serie gana los trabajos de Chef, Mago Biológico y Herrero también, pero se revela posteriormente que estos trabajos son asignadas de manera intencional debido a que son necesarias para la misión en curso, lo que explica el porque siempre tiene un papel activo en cada misión a pesar de que sus habilidades no están orientadas al combate directo. 
Su personalidad es generalmente calmada priorizando su supervivencia así como la del grupo, siguiendo un orden jerárquico en el cual sitúa a Iu y a Kosue por encima de sí mismo y por debajo a Yuka, a menudo ve a las personas como activos que lo ayudan a superar los desafíos y garantizar los resultados de las misiones dejando de lado el altruismo y las buenas intenciones a pesar de su deber como héroe, sin embargo después de descubrir que el mundo y las personas en el son reales trata de reducir el número de víctimas al mínimo aun sabiendo que lo más probable es que las bajas son inevitables, ocasionando a su vez fricción con sus compañeros más optimistas como Kusue. En un principio el arquetipo de protagonista, el expresa rasgos egoístas, misántropos y pesimistas odia a los humanos y a la ciudad de Tokio siendo el motivo de este comportamiento negativo a que cuando era niño una compañía destruyo ilegalmente la montaña favorita de él y sus amigos, dándose cuenta como funciona la avaricia y corrupción de las personas y por ende creyendo que su deber es vengarse de la sociedad, posteriormente que tuvo que mudarse a Tokio desde la prefectura de Kumamoto, un lugar rural y ligeramente parecido al mundo donde se desarrollan las misiones.
Iu Shindo (新堂衣宇 Shindo Iu?)
 Seiyū: Risa Kubota, Ana Lobo (español latino)
Es una joven de unos 15 años al inicio de la serie, que estudia en la misma secundaria que Yusuke y que es considerada por todos como una Idol en formación. Trabaja para una agencia de modelos y es miembro del club de tenis de su escuela. Fue la primera convocada por el Game Master para completar el "Juego" y su primera misión fue la de matar un goblin. Al principio, era Maga de Viento nivel 1, pero con el transcurrir de las misiones gana experiencia y obtiene la ocupación de Espadachín. Se hizo amiga de Kosue por una misión del Game Master en el mundo real y profundizaron dicha amistad al tener que trabajar juntas en las misiones, mostrando ante Kosue su verdadero ser, lleno de inseguridades por su pasado al ser víctima de acoso escolar por parte de profesores y otros niños, al ser su padre un delincuente, posteriormente se abre más a sus compañeros e incita a Yūsuke a hacer lo mismo al darse cuenta de que el no las trata de manera más amigable y cercana a pesar de ser consiente de sus rasgos más negativos. Está enamorada de un chico de apellido Yotsuya, pero se reveló que no es Yūsuke y que lo rechazo por temor a no sobrevivir a las misiones. Es junto con Yusuke, en principio, la más fuerte del grupo y su actuar va determinado a evitar que la gente salga herida, aunque ponga en riesgo su misión.
Kusue Hakozaki (箱崎紅末 Hakozaki Kusue?)
 Seiyū: Azumi Waki, Erika Langarica (español latino)
Es una joven de 15 años, que va en el mismo curso de Yotsuya y Shindo. Suele faltar a clases debido a su pésima constitución física, la cual le hace enfermarse con frecuencia, así como imposibilitarla para que cumpla con materias como Educación Física. Su sueño es convertirse en investigadora farmaceuta, con el fin de buscar una solución a su enfermedad y a muchas otras, para que nadie sufra lo mismo que ella y su madre, también enferma. Es insegura y considerada en principio como débil por Yusuke, pero al ver la determinación de esta para defender a todos, incluso arriesgando su vida, este cambia de opinión con respecto a ella y la sitúa sobre sí mismo en el orden jerárquico de supervivencia. Su ocupación como heroína es Espadachín y le cuesta subir de nivel por su miedo a las peleas, la sangre y herir a otros, aunque estos sean seres que intentan matarla, la razón de esta contradicción es muy probable a que el Game Master espera que pueda desenvolverse por sí misma en vez de depender de sus compañeros más fuertes. A menudo busca una solución sin víctimas, lo cual es rechazado por Yusuke quien tiene una visión más pragmática del mundo, pero ella demuestra más preocupación por los rasgos negativos que expresa creyendo que eventualmente podría hacer algo que oscurezca su futuro o personalidad.
Yuka Tokitate (時舘由香 Tokitate Yuka?)
 Seiyū: Makoto Koichi, Paola García (español latino)
Es una chica de unos 16 años que va en el primer año de escuela preparatoria. Tiene una personalidad extraña, ya que suele ser tímida para diferir con respecto a lo que otros piensan que es correcto cuando estos son "superiores" a ella, eligiendo seguir la corriente o ser víctima en casos extremos. Es rescatada por Yusuke de ser víctima de acoso escolar, cuando unas chicas se disponían a tomarle fotos sin ropa para vengarse de ella por comentarios que hizo sobre una de ellas. Es una otaku y fanática de los juegos otome, teniendo como ídolo a Tsubasa, un personaje de uno de estos juegos a quien idealiza en situaciones difíciles, así como a las Majiha Girls, apoyándose en sus ilusiones para salir adelante en situaciones complicadas. Suele hacer referencias a la cultura pop y le cuesta mucho progresar en el juego, aunque logra subir al nivel 10 como Maga de Fuego y obtiene la ocupación de Cazadora. Es considerada "escoria" por Yusuke por ser débil de carácter, así como por hacerlo ver mal por el incidente donde la salvó. En el mundo real, suele grabar videos en vivo a través su teléfono, comentando su vida y lo que le rodea.
Keita Torii (鳥井 啓太 Torii Keita?)
 Seiyū: Toshiyuki Toyonaga, Roberto Cuevas (español latino)
Es el quinto héroe elegido por el Game Master, el y su hermano menos fueron obligados por un usurero a tratar de matar a un extraficante para pagar la deuda de su madre pero la intervención de Yūsuke evito que fuera arrestado y el usurero terminó en prisión. Es generalmente una persona amigable y extrovertida pero también algo tonto y carente de astucia lo que ocasiona que Yūsuke lo considere basura, por debajo de su jerarquía junto con Yuka debido a su falta de inteligencia y cuestionable toma de decisiones. A pesar de estos rasgos su personalidad hace que pueda ganarse la confianza de la gente actuando como un pacificador entre las personas y los héroes pero puede ser muy despiadado y vengativo con sus enemigos en especial si lastiman niños con quienes actúa de manera más cariñosa y considerada, tiene de trabajo lancero además que sus habilidades físicas y de combate son mejores que el promedio y a medida que avanza la historia se hace más competente en combate.
Glenda Carter (グレンダ・カーター Gurenda Kātā?)
 Seiyū: Saori Hayami, Circe Luna (español latino)
La sexta heroína elegida por el Game Master, es originaria de EE.UU por lo que no habla japonés usando su teléfono inteligente para comunicarse, su pasado es bastante turbulento debido a que se crio solo con su padre que era un veterano de guerra profundamente traumatizado por sus experiencias recurriendo al alcohol para aliviar su trauma y posteriormente abusando psicológicamente de ella, después de revelar que es lesbiana abandono su hogar empezó a viajar por el mundo haciendo cortometrajes en los que tiene suficiente éxito para cuidar de sí misma. Rápidamente demuestra ser un miembro vital del grupo y con una gran inteligencia que le permite coordinar planes y estrategias para cumplir las misiones o incluso manipular a las personas, en general es una persona desconfiada por el tipo de vida que le tocó lo que hace que cuestione los detalles más pequeños para anticipar los movimientos de sus enemigos o descubrir sus mentiras motivo por el que Yūsuke la considera importante al igual que Kusue y Iu. Su trabajo es guerrera hacha que además de su arma le da una armadura adicional, también es una combatiente competente igual o mejor que Yūsuke o Iu. Ella es plenamente consiente de los rasgos más negativos de Yūsuke pero no le preocupa ya que no lastima a personas sin motivo y espera a que cambie de parecer eventualmente.
Habaki Futashige (二繁 羽樹 Futashige Habaki?)
Un asalariado trabajando en una empresa negra elegido para ser el séptimo héroe, trato de suicidarse por los abusos de su compañía (no le pagaban y lo obligaban a trabajar largas horas extras) esperando causarles problemas de cualquier forma, Yūsuke evito su suicidio además de lograr que su compañía se fuera a la quiebra pero los salarios de los empleados fueron tomados por los propietarios de la compañía, a pesar de lograr vengarse no se sitio complacido pensando lo poco importante que hubiera sido su suicidio y temiendo a un futuro incierto. Después de ser convocado a su primera misión  trata de apoyar al grupo lo más que puede por ser el miembro de mayor edad pero rápidamente demostró tomar decisiones muy precipitadas que lo meten en problemas además que su trabajo es mago de viento teniendo habilidades bajas y pocas capacidades combativas, aun con su falta de confianza demuestra se astuto y perspicaz e incluso elocuente en la situación adecuada, al igual que Yūsuke tiene una visión del mundo pragmática priorizando los resultados por encima de las buenas intenciones pero eso no evita que lo siga considerando basura estando en el fondo de la jerarquía junto con Keita y Yuka debido a que, a pesar de saber que era un esclavo corporativo no tenía el valor para cambiar su vida.
Game Master
Es el responsable de convocar a los héroes asignarles trabajos y una vez que completan una misión les permite hacer una pregunta, sin embargo le deja la tarea de reclutamiento a los demás héroes por motivos aun no explicados, la cantidad de información que provee es limitada a la pregunta pudiendo ser una respuesta muy simple y hasta obvia a una explicación muy detallada del mundo y el papel de los héroes. Es muy excéntrico mostrándose como una persona alta con rasgos masculinos y media cara. Lo que se compone de su cara es una nariz, labios gruesos y una barbilla hendida, su cuerpo está bien tonificado y musculoso, y sus pezones y genitales están cubiertos por huellas de manos y una estrella respectivamente. Posteriormente se revela que los héroes deben derrotar a un Dragón que pone en peligro al mundo principal así como el mundo alternativo y si fracasan la humanidad se extinguiría

## Medios

### Manga

#### Lista de volúmenes
| Núm. | Fecha de publicación    | ISBN                   |
| ---- | ----------------------- | ---------------------- |
| 1    | 7 de octubre de 2016    | ISBN 978-4-06-395810-2 |
| 2    | 9 de marzo de 2017      | ISBN 978-4-06-395878-2 |
| 3    | 8 de septiembre de 2017 | ISBN 978-4-06-510184-1 |
| 4    | 9 de enero de 2018      | ISBN 978-4-06-510547-4 |
| 5    | 8 de junio de 2018      | ISBN 978-4-06-511573-2 |
| 6    | 9 de noviembre de 2018  | ISBN 978-4-06-513245-6 |
| 7    | 9 de abril de 2019      | ISBN 978-4-06-514870-9 |
| 8    | 9 de septiembre de 2019 | ISBN 978-4-06-516443-3 |
| 9    | 9 de marzo de 2020      | ISBN 978-4-06-518513-1 |
| 10   | 9 de septiembre de 2020 | ISBN 978-4-06-520592-1 |
| 11   | 9 de diciembre de 2020  | ISBN 978-4-06-521677-4 |
| 12   | 9 de julio de 2021      | ISBN 978-4-06-524016-8 |
| 13   | 9 de diciembre de 2021  | ISBN 978-4-06-526272-6 |
| 14   | 9 de mayo de 2022       | ISBN 978-4-06-527831-4 |
| 15   | 7 de octubre de 2022    | ISBN 978-4-06-529403-1 |
| 16   | 9 de marzo de 2023      | ISBN 978-4-06-531035-9 |
| 17   | 8 de agosto de 2023     | ISBN 978-4-06-532602-2 |
| 18   | 9 de enero de 2024      | ISBN 978-4-06-534165-0 |
| 19   | 7 de junio de 2024      | ISBN 978-4-06-535792-7 |
| 20   | 8 de noviembre de 2024  | ISBN 978-4-06-537421-4 |
| 21   | 9 de abril de 2025      | ISBN 978-4-06-539052-8 |
| 22   | 9 de septiembre de 2025 | ISBN 978-4-06-540695-3 |

### Anime
La adaptación al anime fue anunciada el 3 de marzo de 2020. Fue animada por Maho Film y dirigida por Kumiko Habara, con guiones de Takao Yoshioka, diseño de personajes de Eri Kojima y Toshihide Masudate, y música de Ken Ito. Se estrenó en octubre de 2020. Kanako Takatsuki interpretó el tema de apertura de la serie "Anti world", mientras que Liyuu interpretó el tema de cierre "Carpe Diem." La serie fue listada para 12 episodios. El anime fue licenciado por Crunchyroll para su transmisión fuera de Asia. En el sudeste asiático, Medialink obtuvo la licencia del anime y transmitió el anime en su canal Ani-One de YouTube e iQIYI.
El 18 de diciembre de 2020, poco después de que se emitiera el episodio final de la primera temporada, se anunció una segunda temporada estrenada en julio de 2021. La VTuber Kaede Higuchi interpreta el tema de apertura de la segunda temporada "Baddest", mientras que Kanako Takatsuki interpreta el tema de cierre "Subversive".
El 11 de noviembre de 2020, Crunchyroll anunció que la serie recibió un doblaje en español latino, que se estrenó el 13 de noviembre (primera temporada) y 27 de agosto de 2021 (segunda temporada).
El 18 de mayo de 2021, se anunció que Sentai Filmworks había adquirido los derechos de distribución de videos domésticos.